# Rex (album)
Rex är gruppen Hansson & Karlssons andra studioalbum. Det gavs ut 1968. Skivomslagets fram och baksida gjordes av Jan Öqvist. 

## Låtlista
1. "Live" - 1:14
2. "I Love, You Love" (tema från filmen I Love, You Love) - 13:54
3. "Carolus Rex" - 1:48
4. "Château Plaisance" - 22:00